# اشووتس
شهر اشووتس  در بخش اشووتس در کانتون اشووتس در کشور سوئیس واقع شده‌است که ۱۴٬۰۰۰ نفر جمعیت دارد.

## نگارخانه

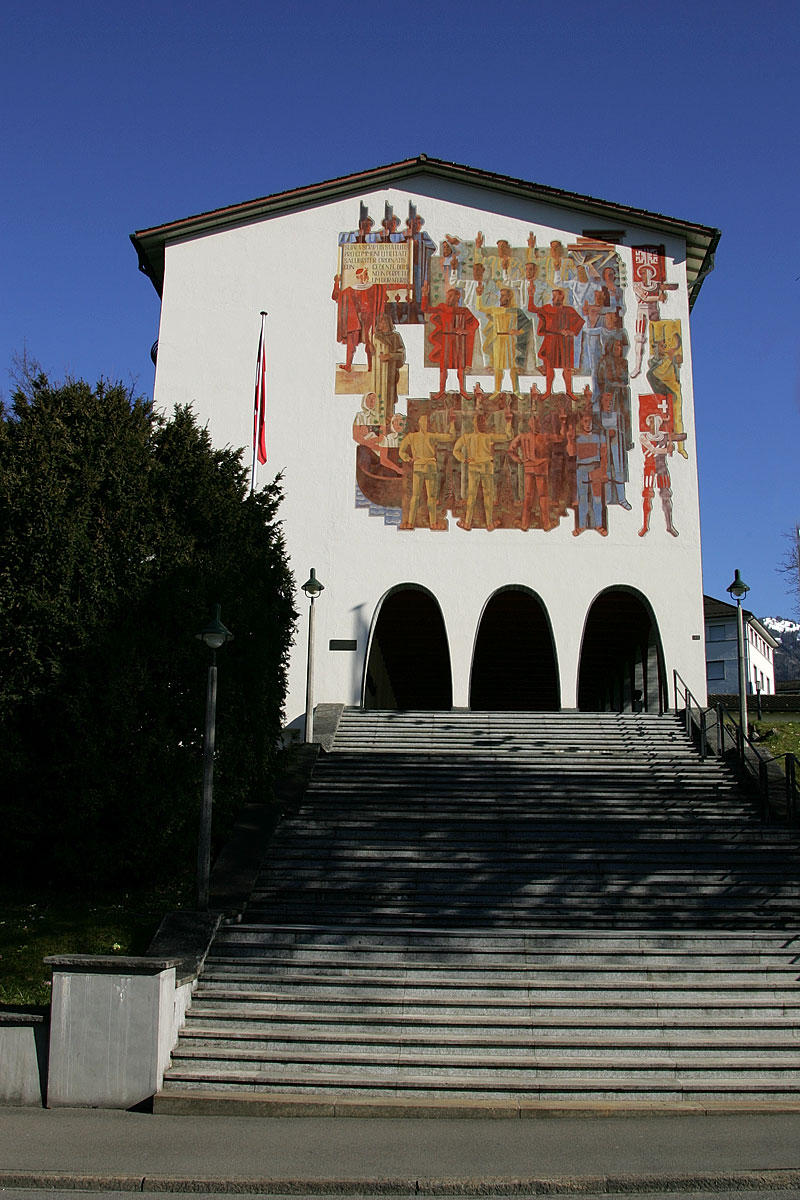
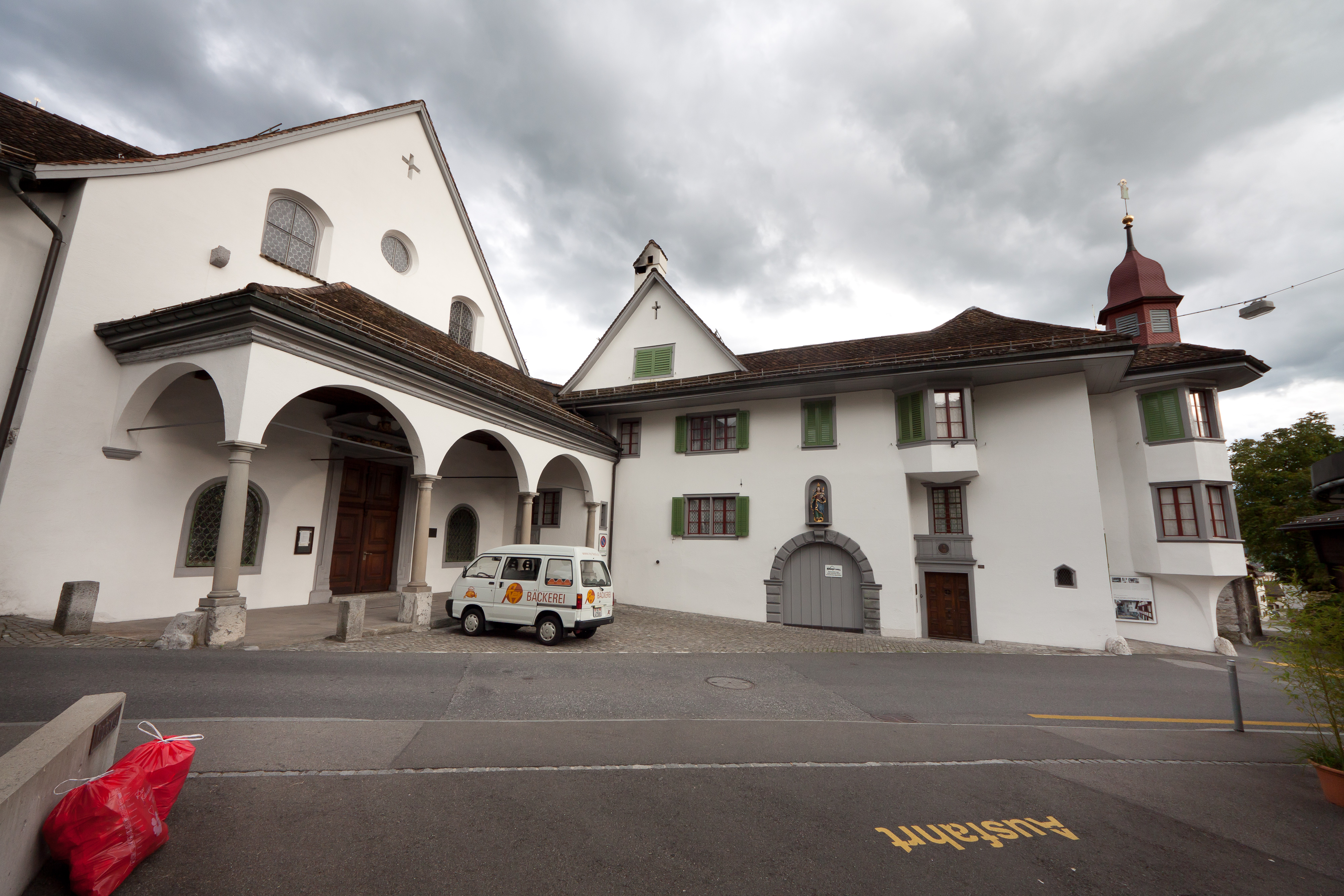
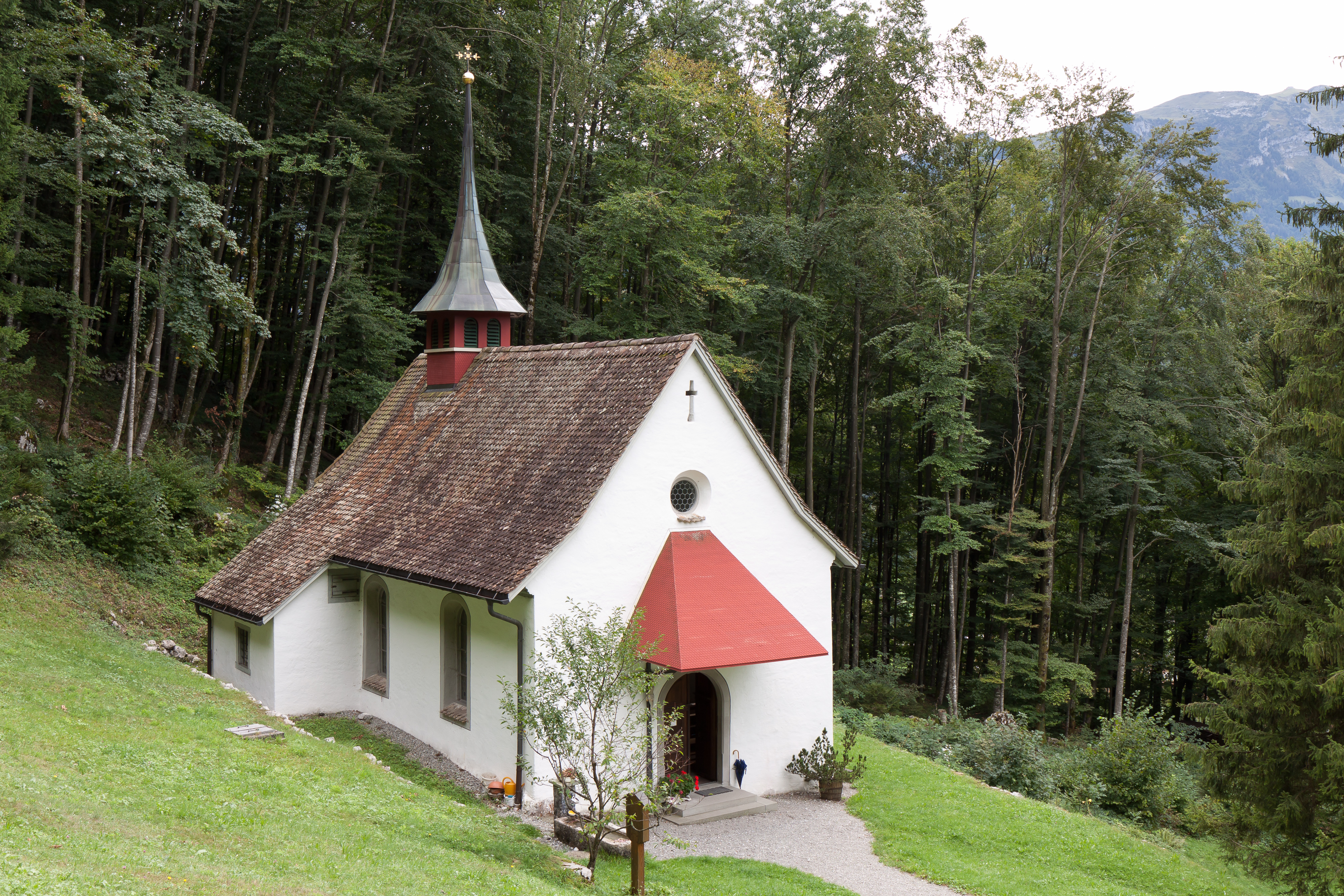
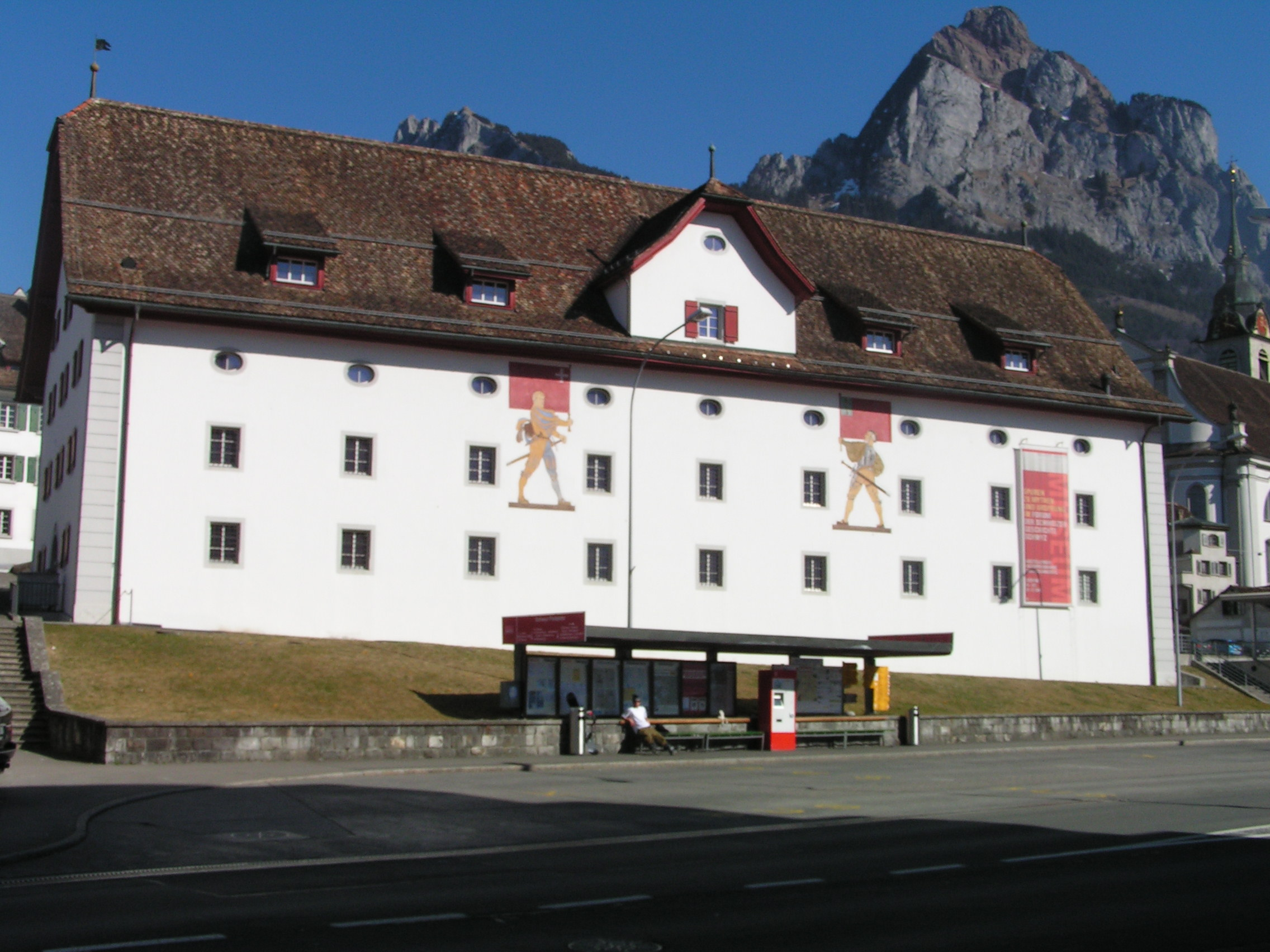
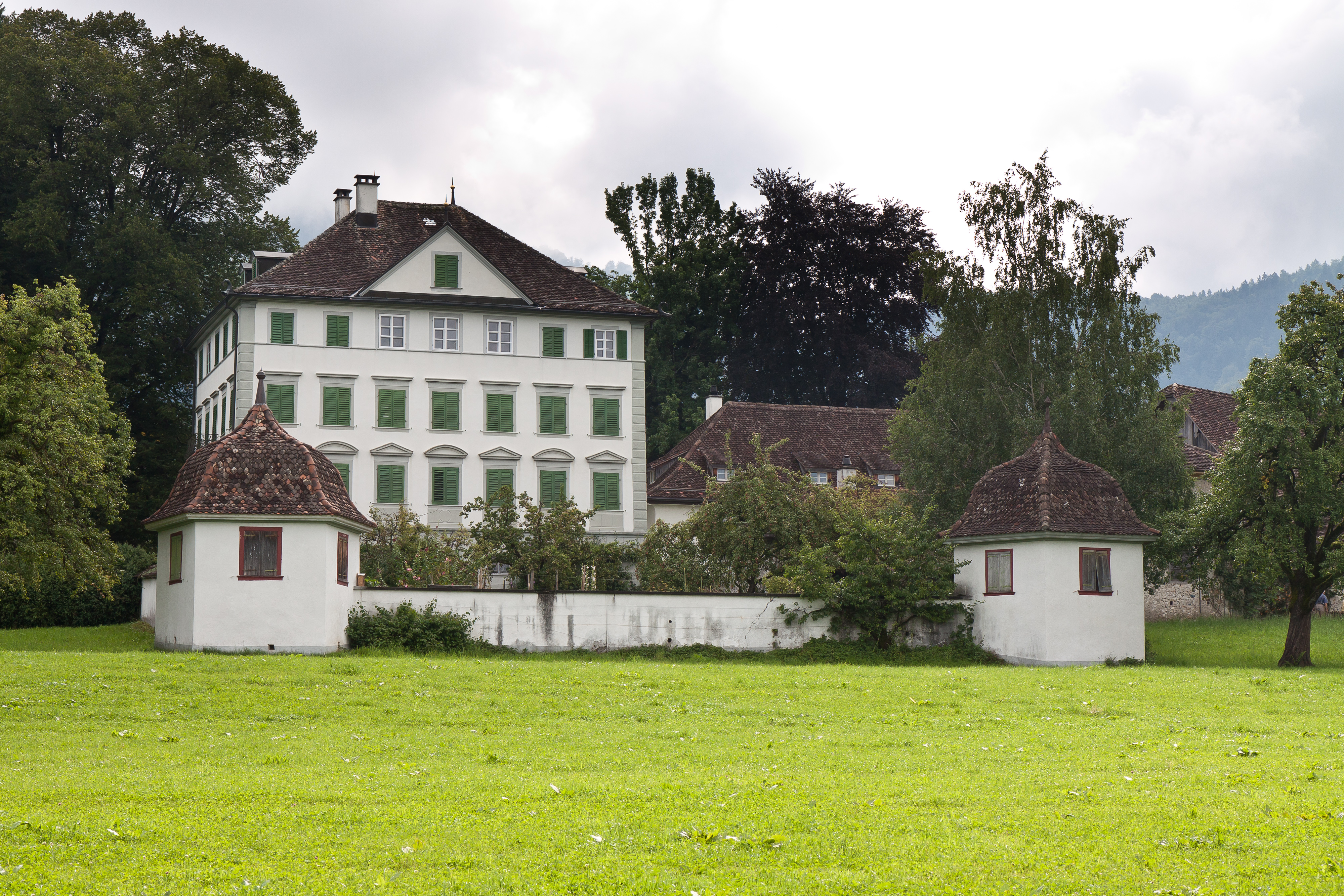
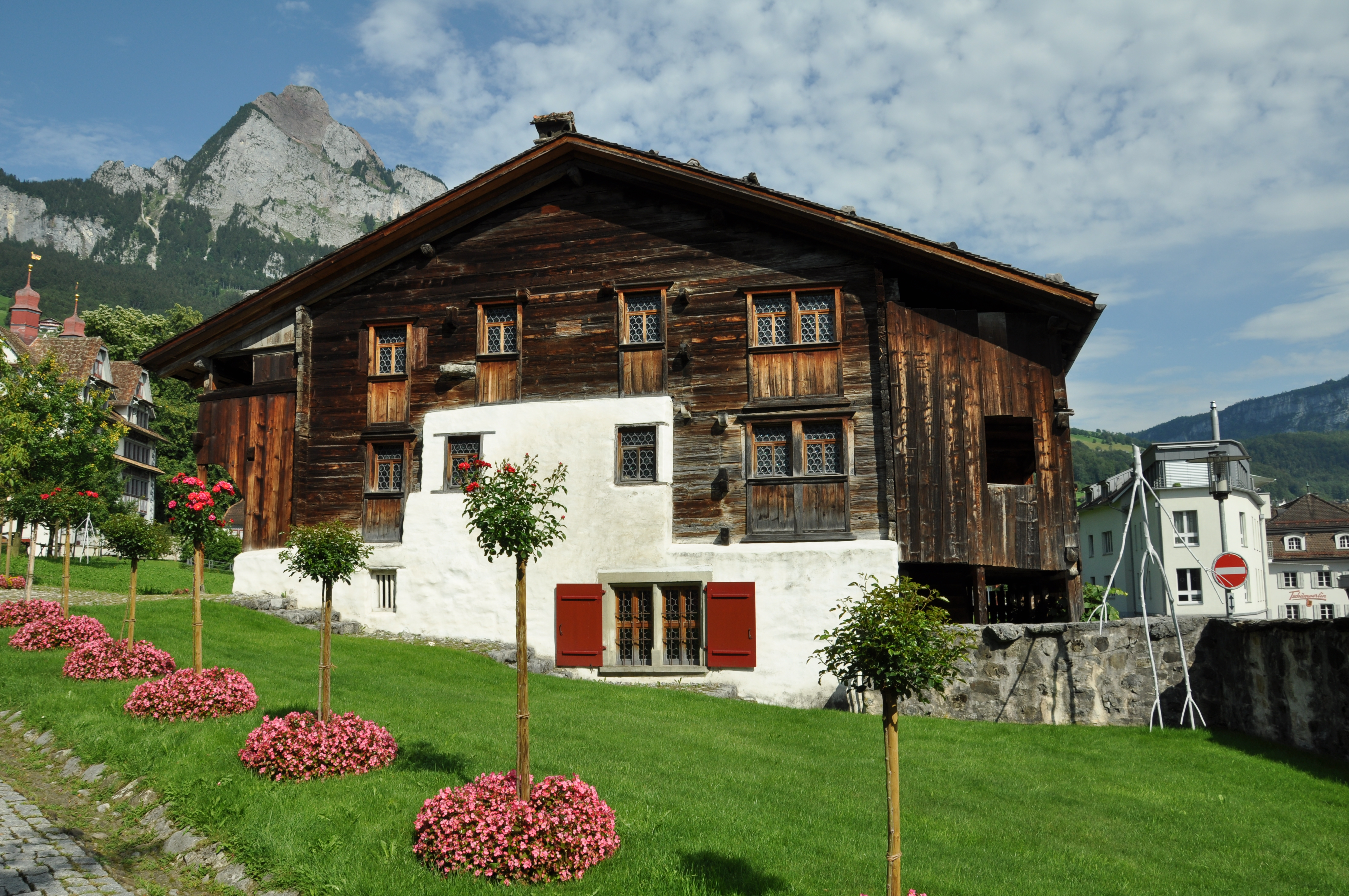
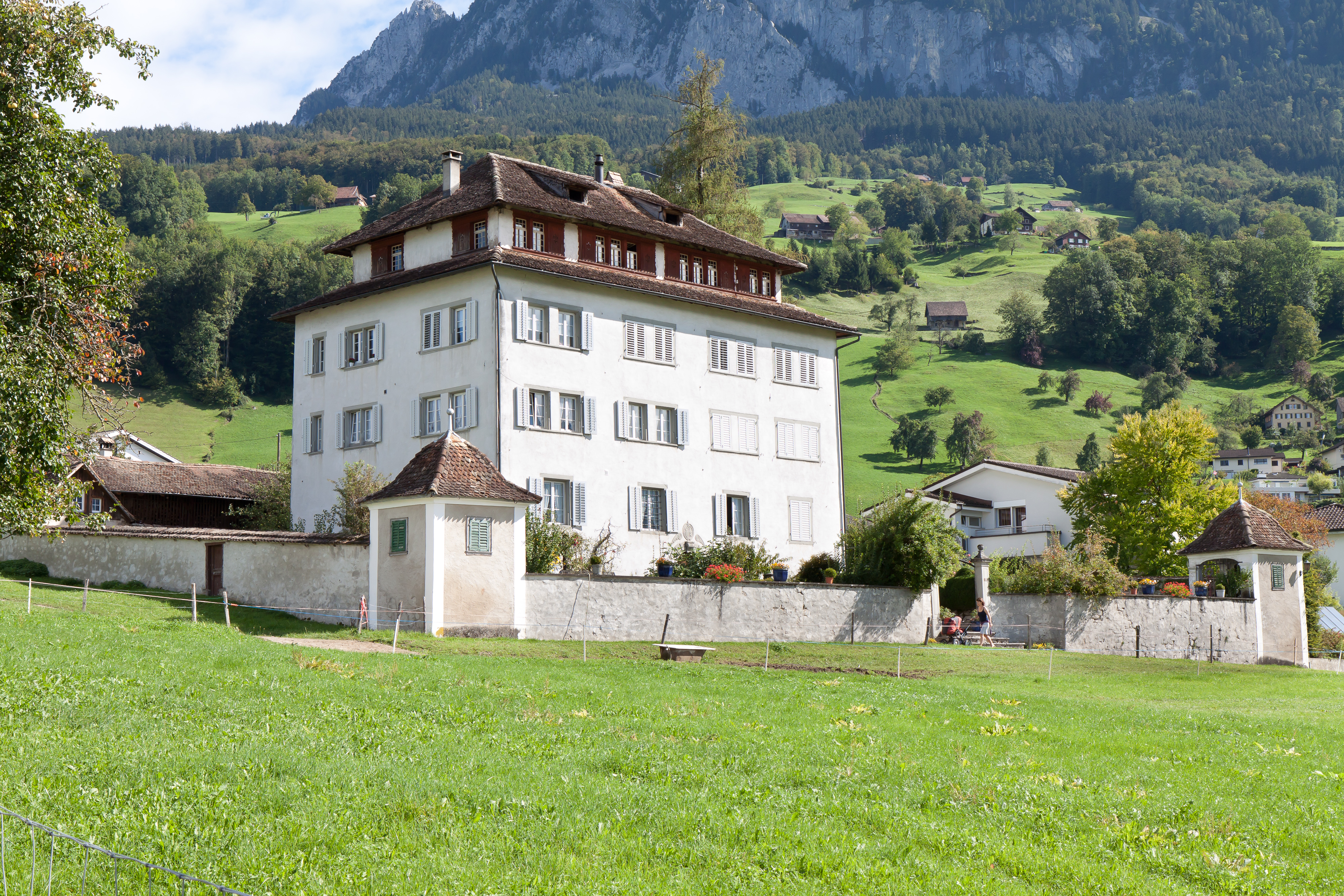
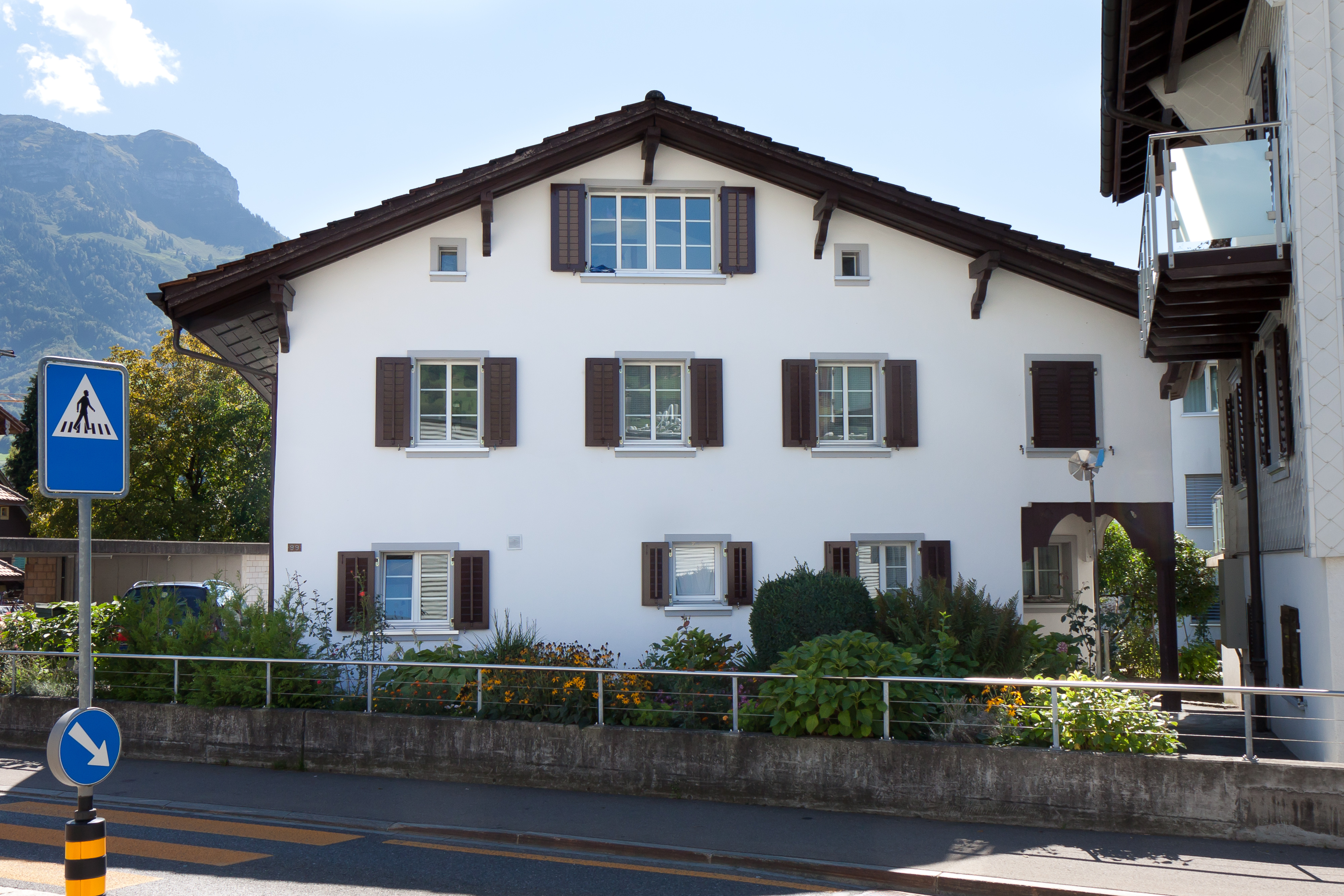
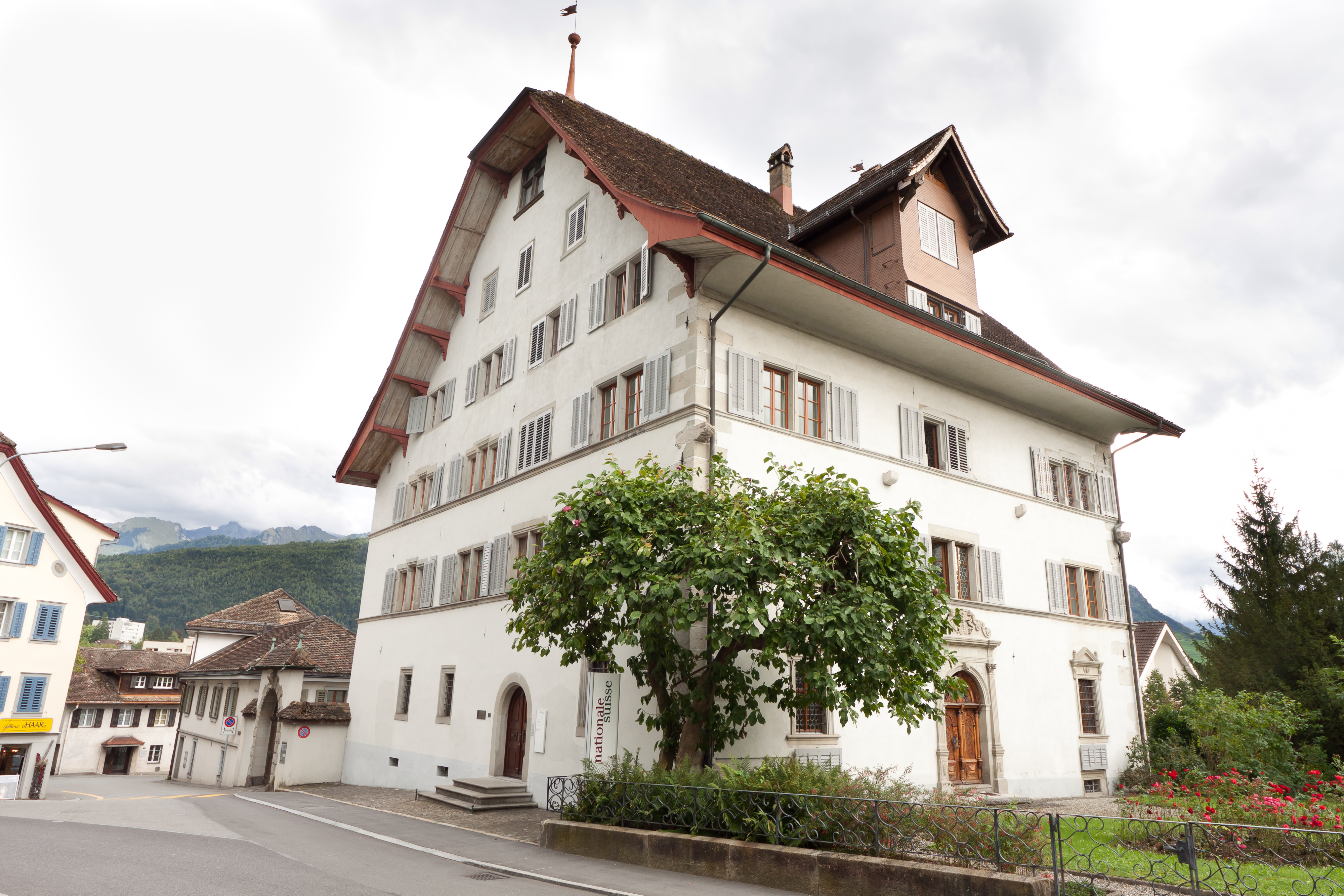
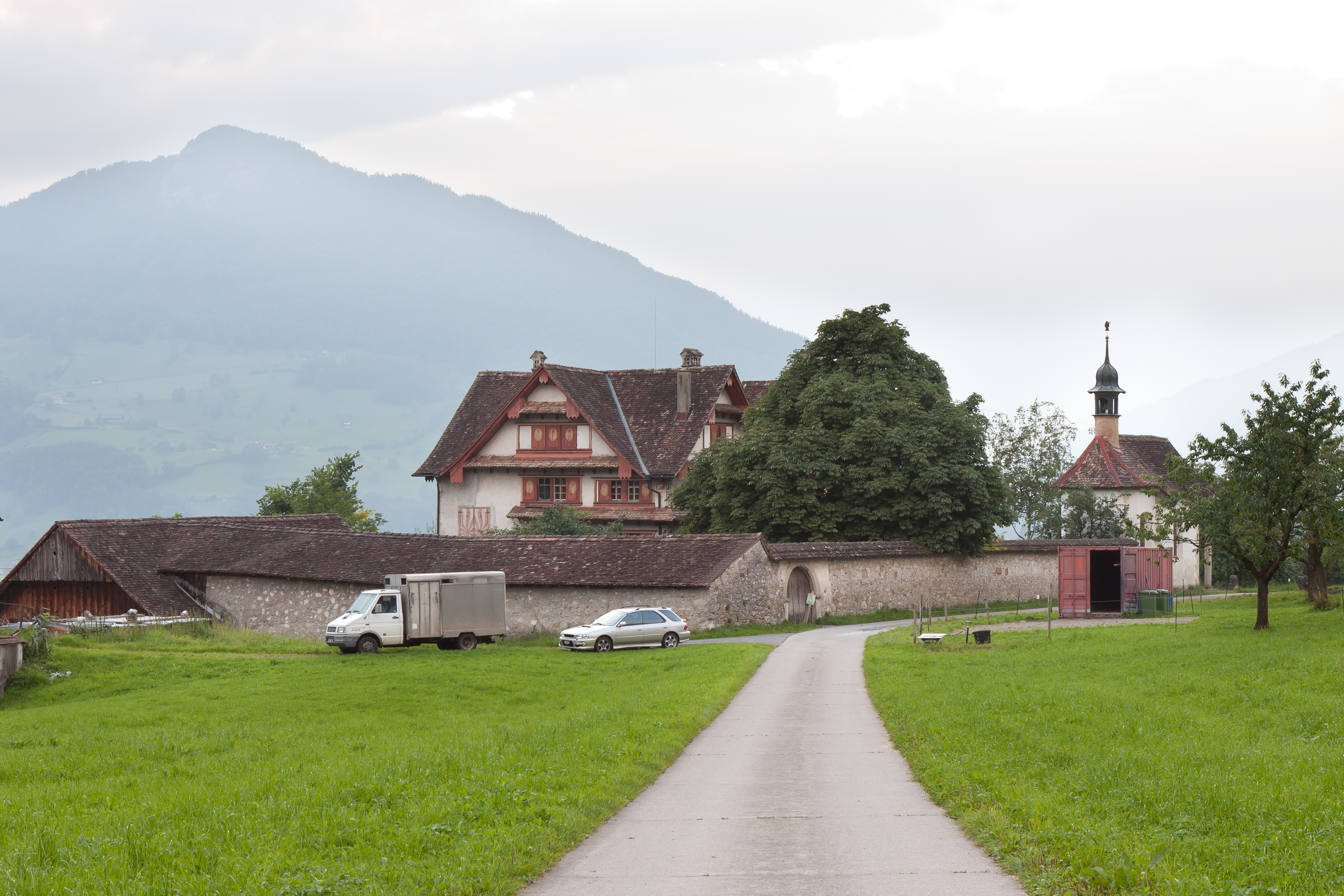
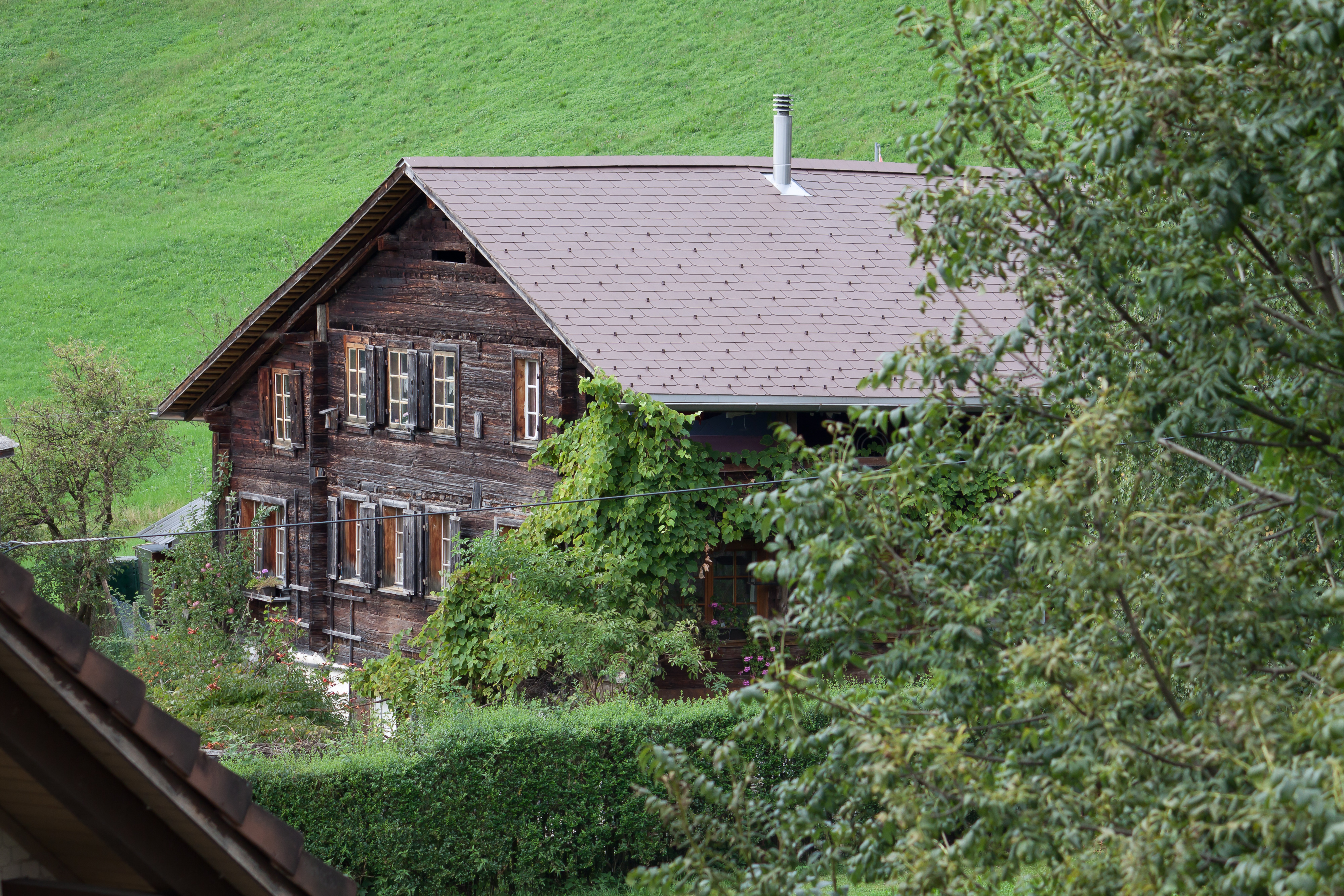
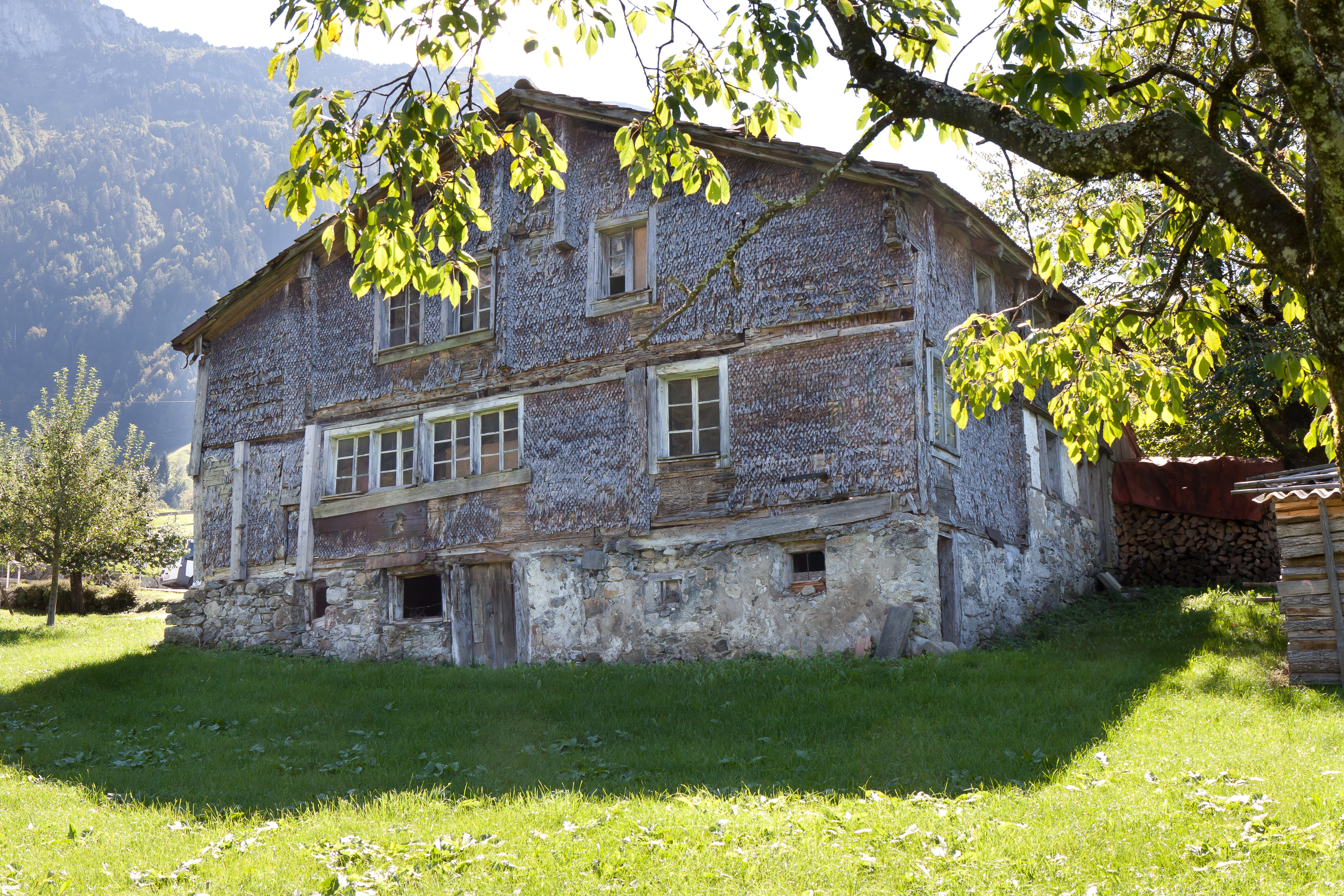
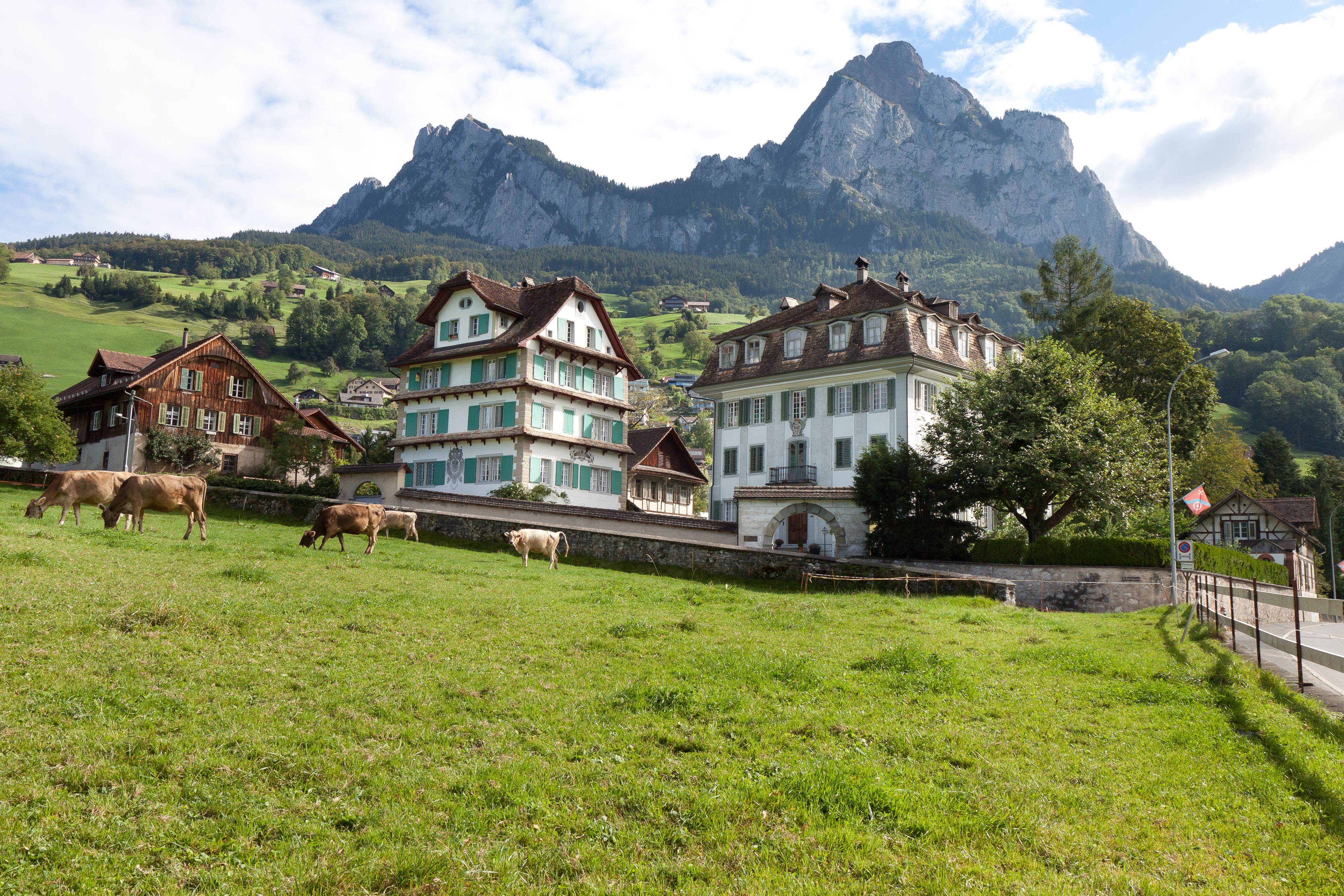
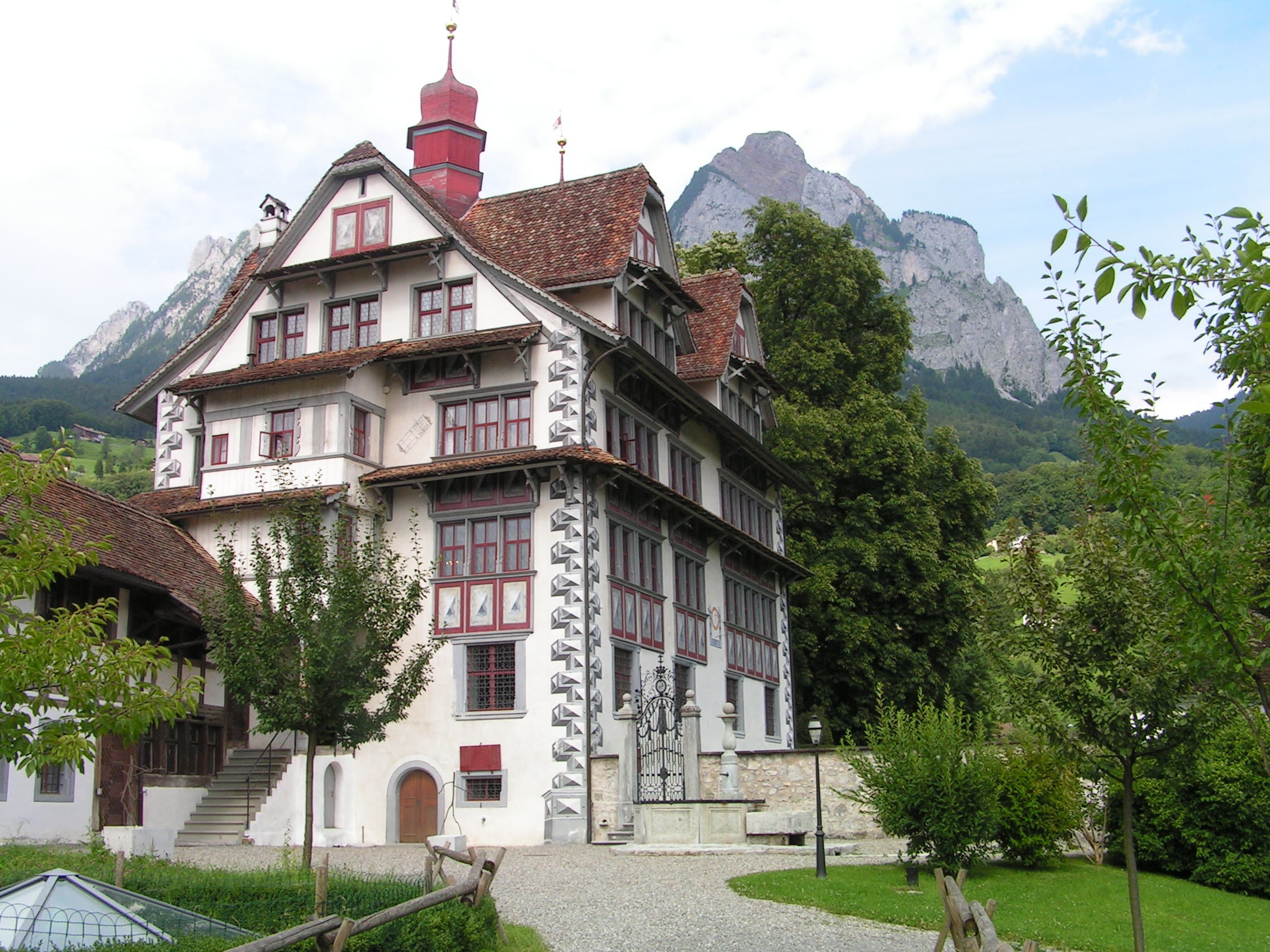
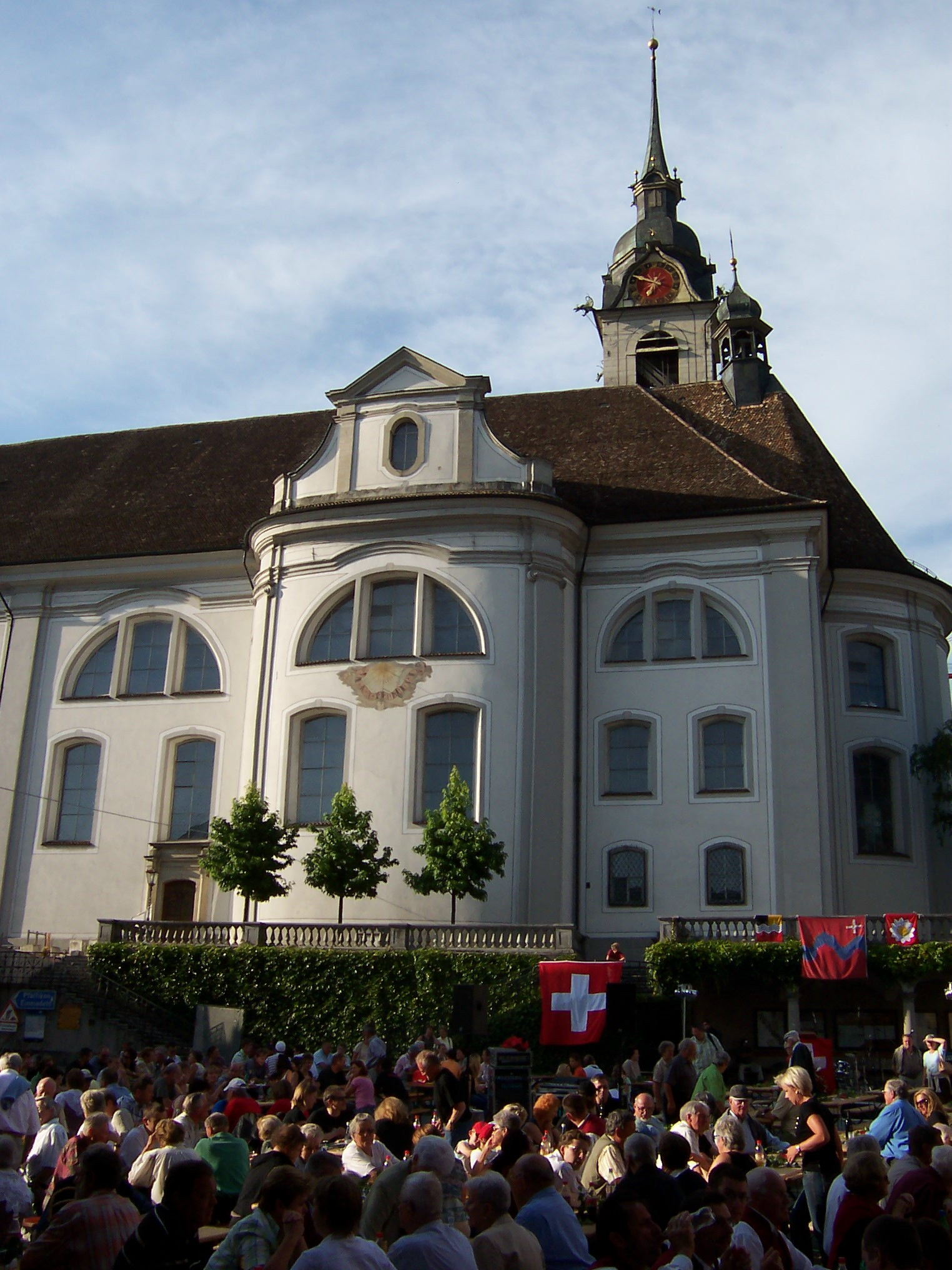
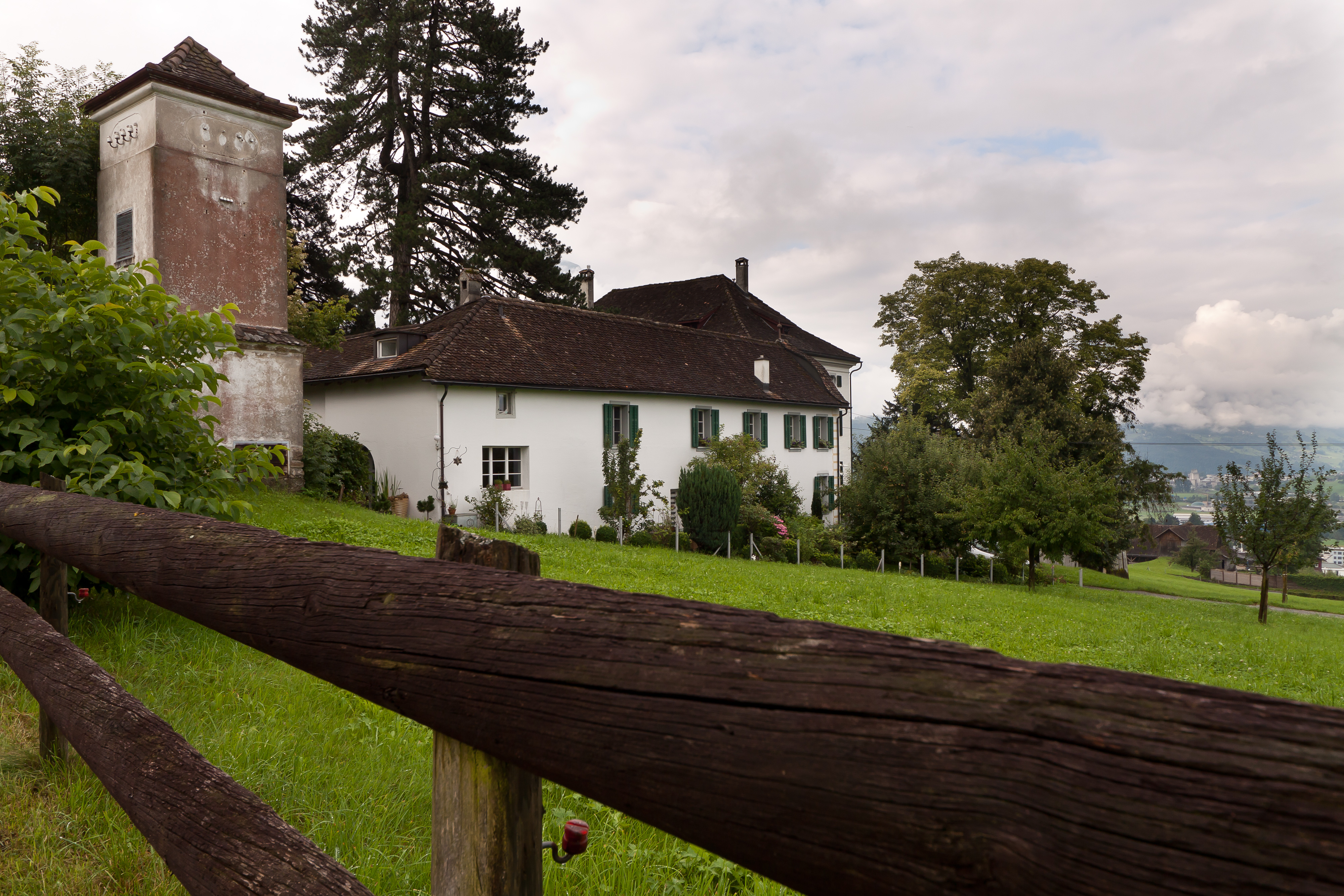
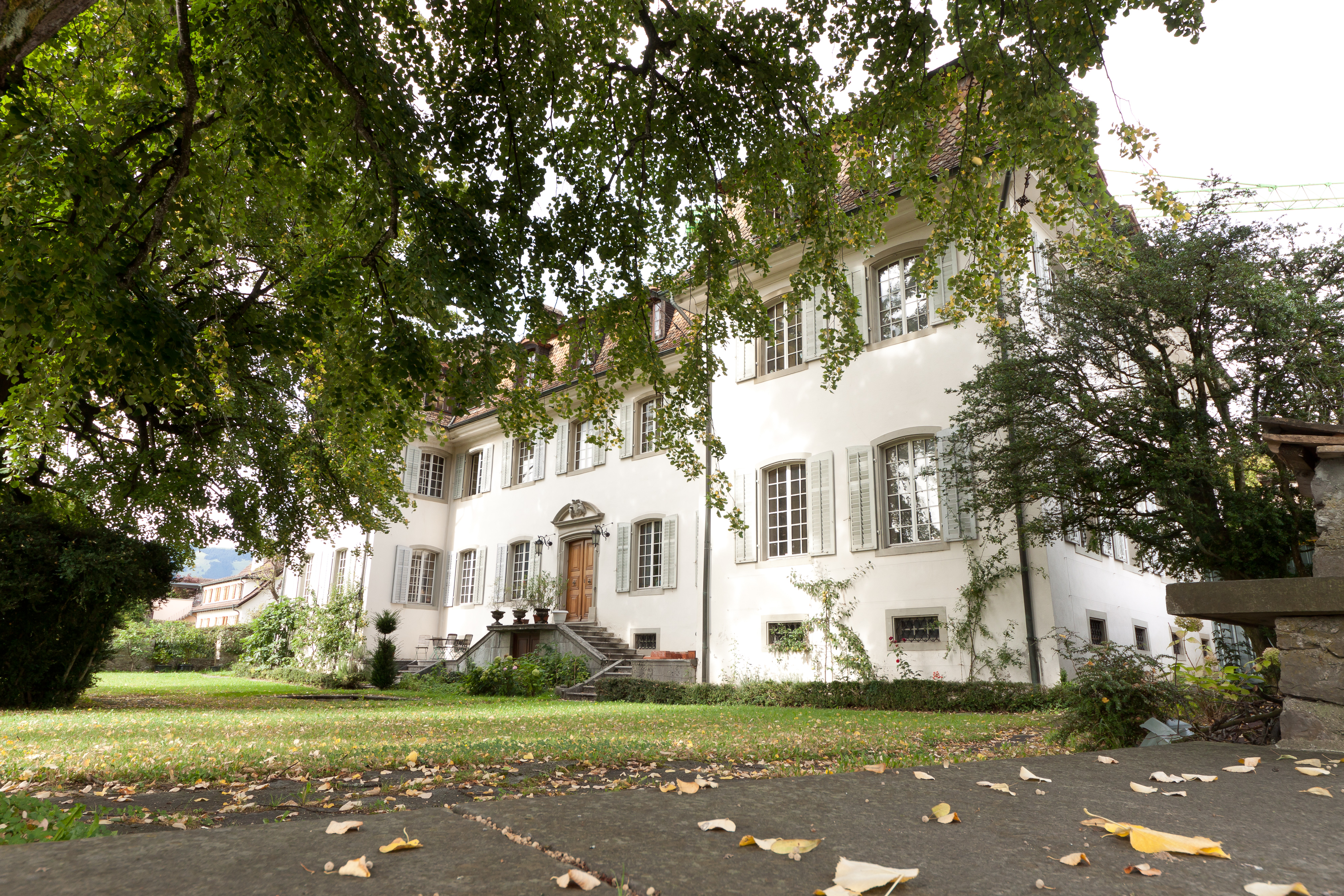
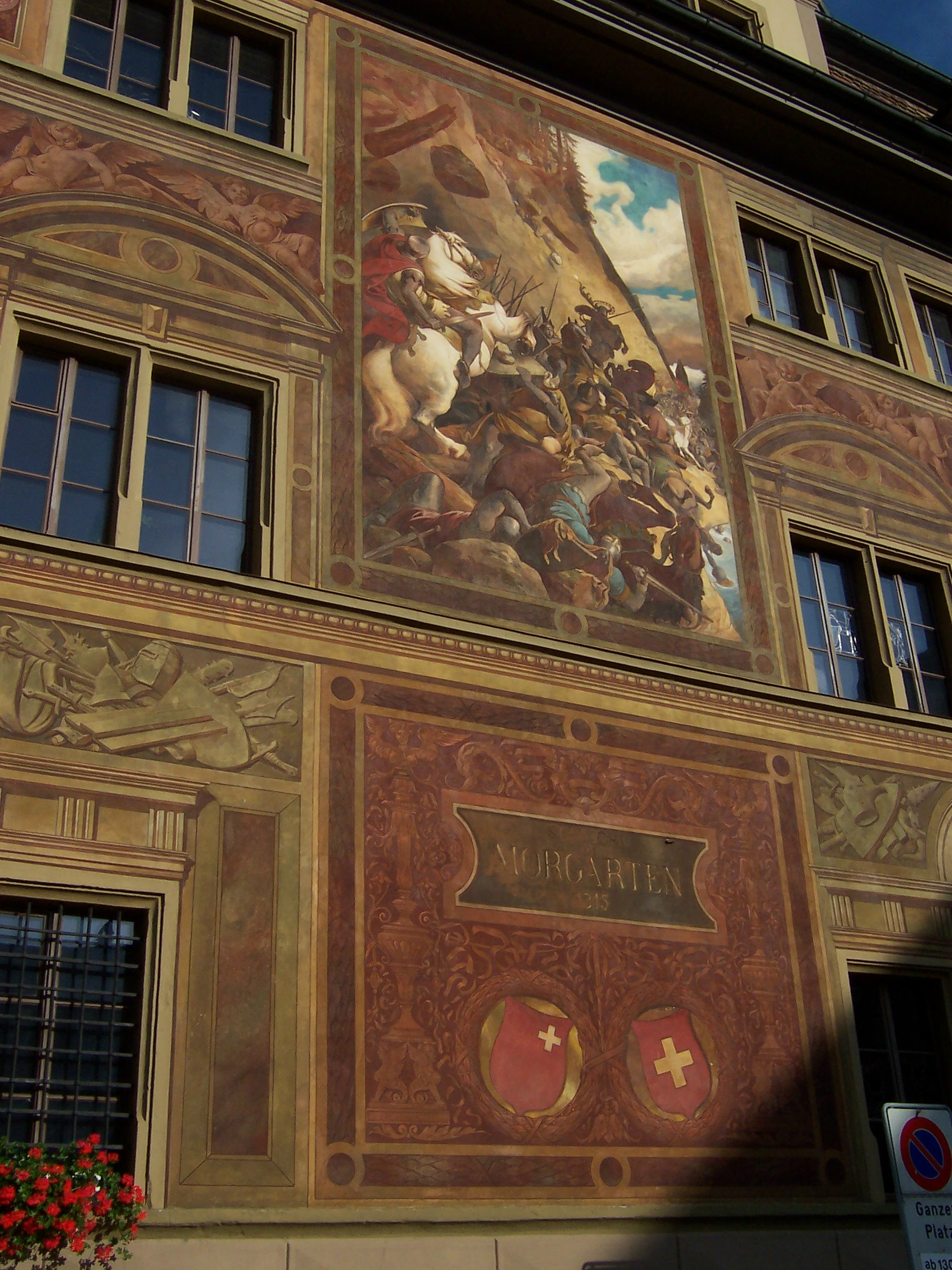
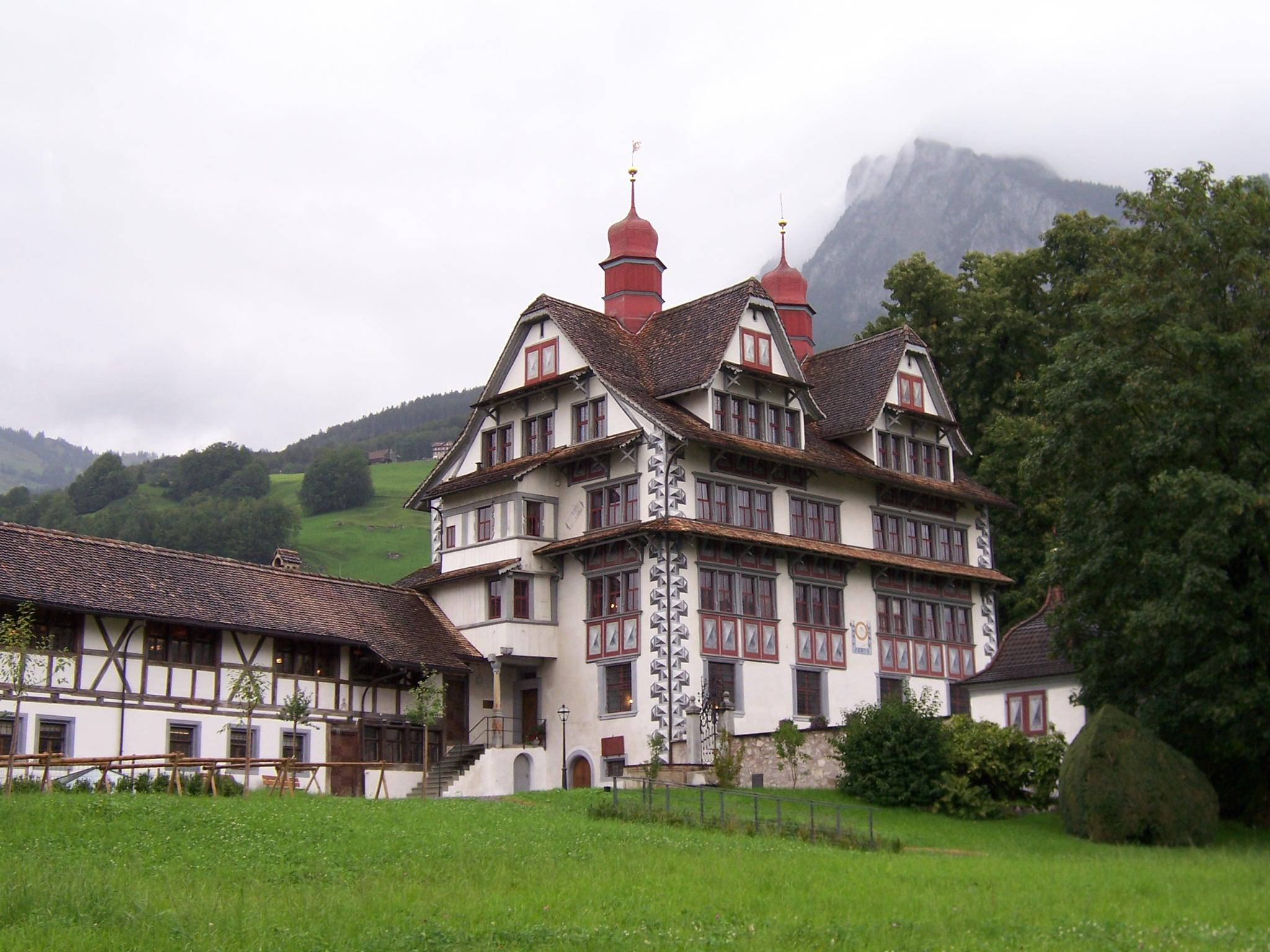
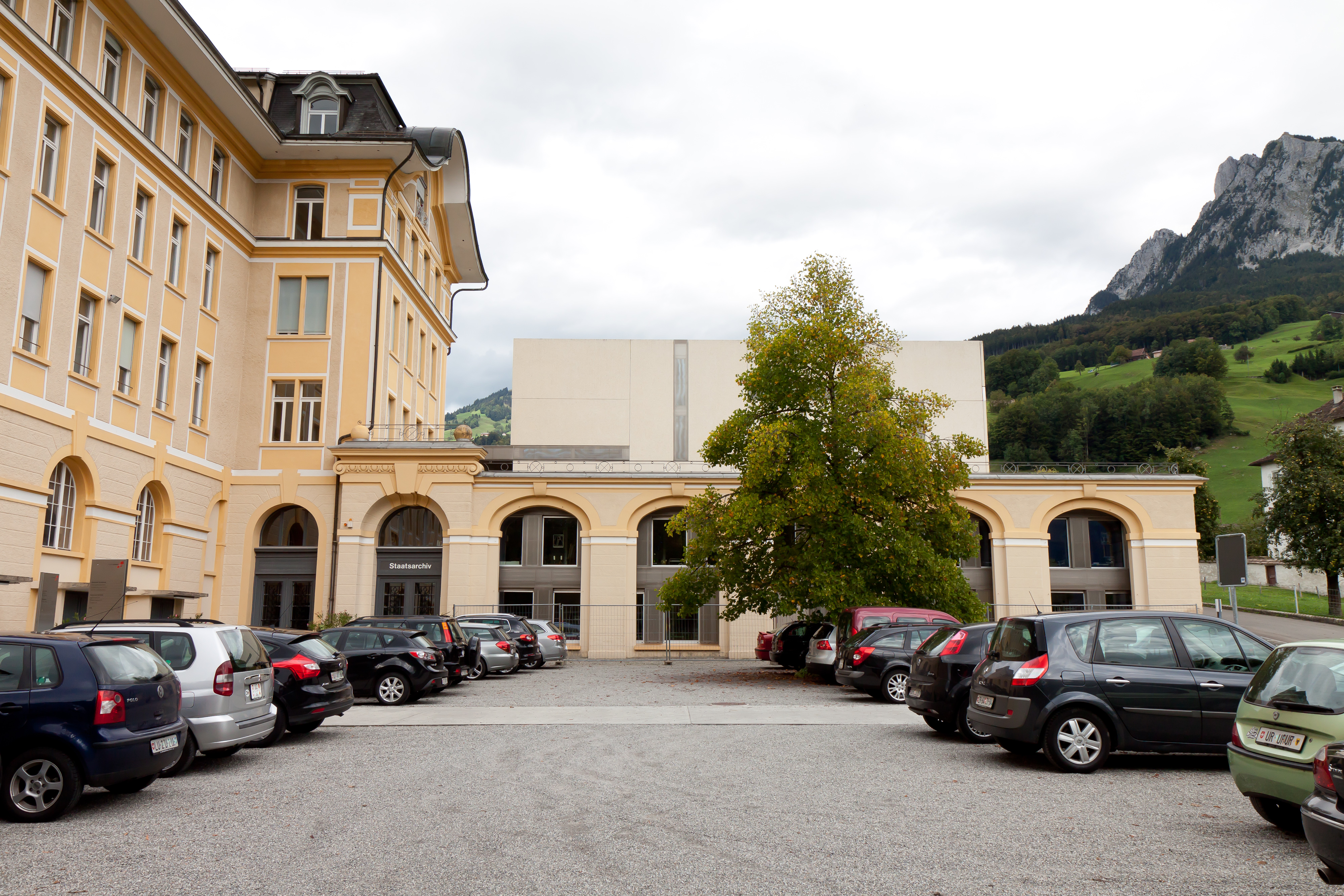